# Marialuisa Forte
Marialuisa Forte (Campobasso, 22 marzo 1963) è una politica italiana, sindaca di Campobasso dal 25 giugno 2024, prima donna a ricoprire tale carica.
Dal 20 novembre 2024 è Vicepresidente dell'Associazione Nazionale Comuni Italiani.

## Biografia
Dopo aver conseguito la laurea in lettere classiche all'Università di Roma "La Sapienza" nel 1985, Marialuisa Forte ha lavorato per anni nelle scuole superiori, prima come docente di materie umanistiche e poi come dirigente scolastica. Dal 2018 è stata provveditore agli studi di Campobasso.

### Sindaca di Campobasso
Alle elezioni amministrative del 2024 è stata candidata alla carica di sindaco di Campobasso per la coalizione di centro-sinistra, sostenuta da Partito Democratico, Movimento 5 Stelle e Alleanza Verdi e Sinistra. Dopo essersi classificata seconda al primo turno, ribalta di risultato al ballottaggio, venendo eletta sindaca con il 50,97% e diventando la prima donna alla guida della città di Campobasso.